# 日貫村
日貫村（ひぬいむら）は、島根県邑智郡にあった村。現在の邑智郡邑南町の一部にあたる。

## 地理
- 河川：日貫川[1]

## 歴史
- 1889年（明治22年）4月1日、町村制の施行により、邑智郡日貫村が単独で村制施行し、日貫村が発足[1][2]。
- 1918年（大正7年）9月、日貫郵便局開設[1]。
- 1924年（大正13年）、日貫村信用購買販売組合設立[1]。
- 1931年（昭和6年）石州銀行（現山陰合同銀行）日貫代理店開設[1]。
- 1955年（昭和30年）4月15日、邑智郡矢上町、井原村、中野村、日和村 と合併し、邑智郡石見町を新設して廃止された[1][2]。

### 地名の由来
出雲大社造営の際、この地から小さい貫（ぬき）を奉納したことから、のちに非貫、日貫と称した。

## 産業
- 農業、半紙[1]。